# Лужевка
Лужевка — река в России, протекает в Локнянском районе Псковской области. Исток реки находится к северу от деревни Юхово. Течёт сначала на восток до пересечения с дорогой Р51(Холм-Великие Луки), затем на юг. Устье реки находится в 17 км по левому берегу реки Локня. Длина реки составляет 15 км.
По берегам реки стоят деревни Локнянской волости: Юхово, Грихново, Среднее, Рожново.

## Данные водного реестра
По данным государственного водного реестра России относится к Балтийскому бассейновому округу, водохозяйственный участок реки — Ловать и Пола, речной подбассейн реки — Волхов. Относится к речному бассейну реки Нева (включая бассейны рек Онежского и Ладожского озера).
Код объекта в государственном водном реестре — 01040200312102000023094.